# Tomasz Pędziński
Tomasz Pędziński – polski chemik, doktor habilitowany nauk chemicznych, pracownik naukowy Centrum Zaawansowanych Technologii UAM i Zakładu Fizyki Chemicznej Wydziału Chemii Uniwersytetu im. Adama Mickiewicza w Poznaniu.

## Życiorys
W 2003 r. obronił pracę doktorską pt. Badanie właściwości fotofizycznych i fotochemicznych pochodnych akrydyny w roztworach: procesy przeniesienia energii i przeniesienia elektronu, której promotorem był prof. Bronisław Marciniak, a w 2017 uzyskał stopień doktora habilitowanego. Pracował na stanowisku adiunkta w Zakładzie Fizyki Chemicznej na Wydziale Chemii Uniwersytetu im. Adama Mickiewicza.
Należy do Rady Dyscypliny Naukowej – Nauk Chemicznych Uniwersytetu im. Adama Mickiewicza w Poznaniu.